# Tugur
Tugur (rusky Тугур) je řeka na území Chabarovského kraje na Ruském Dálném východě. Protéká Tugoro-Čumikanským okresem. Řeku poprvé prozkoumal ruský cestovatel Alexander von Middendorff v polovině 19. století.

## Tok řeky
Tugur vzniká soutokem řek Assyni a Konin, 90 km jihozápadně od Tugurského zálivu v nadmořské výšce asi 140 m. Tugur zpočátku teče 20 km a východ, kde se do něho vlévá řeka Ujgi. Pak protéká širokou proláklinou směrem k Ochotskému moři. Vytváří četné meandry a mrtvá ramena, protéká bažinatou oblastí. Řeka ústí širokým říčním údolím do Tugurského zálivu, 2 km západně od osady Tugur. Celková délka toku řeky je 175 km.
Na řece neleží žádné obydlené osady, ale oblast často navštěvují turisté a rybáři. Oblíbený je také rafting podél horských přítoků Tuguru.

## Hydrologie
Tugur odvodňuje území o rozloze 11 900 km². Průměrný průtok je 180 m³/s. Řeka je obvykle pokryta ledem mezi koncem října a koncem dubna. Na konci dubna přichází tání sněhu a s ním spojené pravidelné jarní povodně.

## Fauna
V Tuguru jsou zejména následující ryby: lipan, tajmen sibiřský, štika a lenok sibiřský. V letních měsících po řece migrují kety (Oncorhynchus keta) na místa tření. Vrchol lovu lososů keta obvykle nastává mezi 9. a 25. srpnem.
Na březích řeky je velké množství divoké zvěře, včetně hnědých medvědů, mandžuských jelenů, vlků a vyder. Z ptáků jsou zde zejména orel skalní, orlovec říční, morčák a husy.